# Водоход Ивана Кулибина
Водоход — созданное русским механиком Иваном Кулибиным судно, приводимое в движение течением реки, по которой оно шло. В общей сложности Кулибиным было создано три варианта водохода, два из них были построены, но, несмотря на успешные испытания, практического применения водоходы не нашли.

## История
Первый водоход был построен Кулибиным в Санкт-Петербурге в 1782 году. В ходе испытаний он мог двигаться быстрее гребных судов.
Второй вариант водохода Кулибина был построен в Нижнем Новгороде в 1804 году. Его официальные испытания состоялись 27 сентября того же года. В ходе этих испытаний судно с грузом в 8500 пудов (139 тонн) преодолело за час 409 саженей (872 метра). Для сравнения: бурлацкое судно за один рабочий день (шестнадцать часов) проходило десять-пятнадцать вёрст. После испытаний Кулибин направил царю прошение на строительство водоходов. При этом он отмечал, что водоход может, по его расчётам, проходить до двадцати вёрст в сутки и требует меньшего числа работников, чем бурлацкое судно. Однако департамент водных коммуникаций отклонил просьбу, отметив следующие недостатки водохода:
- необходимость постоянного присутствия механика
- сильное влияние встречных ветров на скорость судна
- высокую стоимость изготовления машины
- медленный и ненадёжный ход

Кулибин передал водоход и сопроводительную техническую документацию на хранение нижегородской городской думе, однако в 1808 году уникальное судно было разобрано.
Последний вариант водохода, предложенный Кулибиным в 1807 году, так и остался на бумаге, хотя по сравнению с предыдущими водоходами конструкция судна была улучшена.

## Устройство
По принципу действия водоход напоминал коноводное судно. Якорь судна на шлюпке завозился вверх по течению. Течение реки приводило в движение установленные на судне водяные колёса наподобие используемых на водяных мельницах. Колёса вращали ось, которая через зубчатую передачу была соединена с другой осью, на которой был установлен барабан, на который наматывался якорный канат. Таким образом судно подтягивало само себя по канату вверх по течению. Пока судно подтягивалось к одному якорю, вверх по течению успевали завозить другой, и процесс повторялся.
Второй водоход Кулибина имел четыре водных колеса, проект третьего водохода предусматривал наличие только двух колёс.